# Girabola
Girabola (sau Campionatul Angolei) este primul eșalon din sistemul competițional fotbalistic din Angola. Competiția este organizată de către Federația Angoleză de Fotbal.

## Echipele sezonului 2010
- ASA (Luanda)
- Benfica Luanda (Luanda)
- Caála (Huambo)
- Desportivo Huila (Huila)
- FC Cabinda (Cabinda)
- GD Libolo (Cuanza Sul)
- Inter (Luanda)
- Kabuscorp do Palanca (Luanda)
- Kwanda Soyo (Soyo)
- Onze Bravos do Maqui (Luena)
- Petro Luanda (Luanda)
- Primeiro de Agosto (Luanda)
- Sagrada Esperança (Dundo)
- Santos (Luanda)
- Sport Lubango e Benfica (Lubango)
- Sporting Cabinda (Cabinda)

## Titluri după echipă
- Petro Atlético 15 titluri
- Primeiro de Agosto 9 titluri
- Aviação 3 titluri
- Primeiro de Maio 2 titluri
- Sagrada Esperança 1 titlu
- Inter de Luanda: 1 titlu

## Lista campionilor

### Campioane coloniale
| - 1965 : Atlético de Luanda - 1966 : Atlético de Luanda - 1967 : Atlético de Luanda - 1968 : Atlético de Luanda | - 1969 : Independente Sport Clube - 1970 : Independente Sport Clube - 1971 : Independente Sport Clube - 1972 : Sport Nova Lisboa e Benfica | - 1973 : Futebol Clube do Moxico (Luena) - 1974 : Ferroviário de Nova Lisboa - 1975 : abandon |

### După independență
| - 1979: Primeiro de Agosto - 1980: Primeiro de Agosto - 1981: Primeiro de Agosto - 1982: Petro Atlético - 1983: Primeiro de Maio - 1984: Petro Atlético - 1985: Primeiro de Maio - 1986: Petro Atlético - 1987: Petro Atlético - 1988: Petro Atlético - 1989: Petro Atlético | - 1990: Petro Atlético - 1991: Primeiro de Agosto - 1992: Primeiro de Agosto - 1993: Petro Atlético - 1994: Petro Atlético - 1995: Petro Atlético - 1996: Primeiro de Agosto - 1997: Petro Atlético - 1998: Primeiro de Agosto - 1999: Primeiro de Agosto - 2000: Petro Atlético | - 2001: Petro Atlético - 2002: Aviação - 2003: Aviação - 2004: Aviação - 2005: Sagrada Esperança - 2006: Primeiro de Agosto - 2007: Inter de Luanda - 2008: Petro Atlético - 2009: Petro Atlético |

## Golgeteri[1]
| An   | Golgeter          | Echipă              | Goluri |
| 1979 | João Machado      | Diabos Verdes       | 18     |
| 1980 | Carlos Alves      | 1º de Agosto        | 29     |
| 1981 | Maluca            | 1º de Maio          | 20     |
| 1982 | Jesus             | Petro Luanda        | 21     |
| 1983 | Maluca            | 1º de Maio          | 17     |
| 1984 | Jesus             | Petro Luanda        | 22     |
| 1985 | Jesus             | Petro Luanda        | 19     |
| 1986 | Túbia             | Inter Luanda        | 20     |
| 1987 | Mavó              | Ferroviário Huíla   | 20     |
| 1988 | Manuel            | 1º de Agosto        | 16     |
| 1989 | André             | Desportivo da Cuca  | 18     |
| 1990 | Mona              | Petro Luanda        | 17     |
| 1991 | Amaral Aleixo     | Sagrada Esperança   | 23     |
| 1992 | Amaral Aleixo     | Petro Luanda        | 20     |
| 1993 | Serginho          | Desportivo da Eka   | 14     |
| 1994 | Kabongo           | Sonangol do Namibe  | 16     |
| 1995 | Serginho          | Desportivo da Eka   | 19     |
| 1996 | César Caná        | Académica do Lobito | 15     |
| 1997 | Zé Neli           | Petro Huambo        | 12     |
| 1998 | Betinho           | Petro Luanda        | 14     |
| 1999 | Isaac             | 1º de Agosto        | 16     |
| 2000 | Blanchard         | Benfica Luanda      | 19     |
| 2001 | Flávio Amado      | Petro Luanda        | 23     |
| 2002 | Flávio Amado      | Petro Luanda        | 16     |
| 2003 | André             | Inter Luanda        | 12     |
| 2004 | Love Kabungula    | ASA                 | 17     |
| 2005 | Love Kabungula    | ASA                 | 13     |
| 2006 | Manucho Gonçalves | Petro Luanda        | 16     |
| 2007 | Manucho Gonçalves | Petro Luanda        | 14     |
| 2008 | Santana           | Petro Luanda        | 20     |
| 2009 | David             | Petro Luanda        | 19     |